# Jun'ichi Kōuchi
Jun'ichi Kōuchi (幸内純一 Kōuchi Jun'ichi?) fue un animador japonés. Se le conoce como uno de los «padres» del anime.

## Obras
- Namakura Gatana (1917)
- Chamebō Kūkijūno maki (1917)[1]
- Hanawa Hekonai Kappa matsuri (1917)[1]